# Porte de la Villette
De Porte de la Villette is een toegangspunt (Porte) tot de stad Parijs, en is gelegen in het noordelijke 19e arrondissement aan de Boulevard Périphérique.
Vanuit de Porte de la Villette vertrok vroeger de nationale weg N2 naar Soissons en Brussel. Tegenwoordig is dit de RNIL 2.
Bij de Porte de la Villette is het gelijknamige metrostation Porte de la Villette aanwezig, die onderdeel is van de Parijse metrolijn 7.